# Safe in New York City
Safe in New York City (англ. Безпека у Нью-Йорку) — сингл австралійської рок-групи AC/DC, з альбому Stiff Upper Lip.
Режисером відео до пісні став Енді Морахан. У кліпі гурт грає в тунелі, у якому знаходяться поліцейські.
Промо-сингл містить концертну версію цієї пісні, записаної на America West Arena у Фініксі у вересні 2000 року. Через дев'ять років перевидана концертна версія ввійшла до бокс-сету Backtracks.
Сторона Б містить дві пісні - «Cyberspace» та «Back in Black (Live Plaza De Toros Madrid 1996)». Остання пісня є концертним записом, зробленим у 1996 році в Мадриді.

## Список композиций
| #  | Назва                                                              | Автор                         | Тривалість |
| -- | ------------------------------------------------------------------ | ----------------------------- | ---------- |
| 1. | «Safe in New York City» (альбомна пісня)                           | Ангус Янг, Малколм Янґ        | 3:59       |
| 2. | «Cyberspace» (не альбомна пісня)                                   | А. Янг, М. Янг                | 2:57       |
| 3. | «Back in Black» (концертна версія (Live – Plaza De Toros, Madrid)) | А. Янг, М. Янг, Браян Джонсон | 4:07       |

## Музиканти
- Брайан Джонсон — вокал
- Анґус Янґ — електрогітара
- Малколм Янґ — ритм-гітара
- Вільямс Кліфф — бас-гітара
- Філ Радд — барабани

## Зовнішні посилання
- Lyrics at Rock Magic [Архівовано 20 грудня 2014 у Wayback Machine.]
- Music Video at AOL (Click the title)